# Hästbergets naturreservat
Hästbergets naturreservat är ett naturreservat i Torsby kommun i Värmlands län.
Området är naturskyddat sedan 2018 och är 47 hektar stort. Reservatet ligger nordost om Norskbrosjön på Hästbergets västsluttning och består av äldre barrblandskog med talldominerad blockig terräng samt fuktiga mer grandominerade partier.